# Leary (Texas)
Leary is een plaats (city) in de Amerikaanse staat Texas, en valt bestuurlijk gezien onder Bowie County.

## Demografie
Bij de volkstelling in 2000 werd het aantal inwoners vastgesteld op 555.
In 2006 is het aantal inwoners door het United States Census Bureau geschat op 585, een stijging van 30 (5,4%).

## Geografie
Volgens het United States Census Bureau beslaat de plaats een oppervlakte van
6,7 km², geheel bestaande uit land. Leary ligt op ongeveer 115 m boven zeeniveau.

## Plaatsen in de nabije omgeving
De onderstaande figuur toont nabijgelegen plaatsen in een straal van 16 km rond Leary.